# Linguistica storica
La linguistica storica (o diacronica) è la disciplina che si occupa dello studio in prospettiva storica delle lingue, delle loro famiglie e gruppi di appartenenza e delle origini etimologiche delle parole, considerando, dunque, i loro rapporti e sviluppi da un punto di vista diacronico. Si contrappone idealmente alla linguistica descrittiva, detta anche linguistica sincronica, che analizza lo stato di una lingua in un certo momento preciso (che non necessariamente corrisponde alla fase attuale).
Gli strumenti principali della linguistica storica sono l'analisi delle attestazioni storiche e la comparazione delle caratteristiche interne a tutti i livelli — fonologico, morfologico, sintattico, lessicale — di lingue esistenti ed estinte. L'obiettivo è tracciare lo sviluppo e le affiliazioni genetiche delle lingue nel mondo e comprendere il processo di evoluzione linguistica attraverso il quale le lingue si presentano in un certo modo nella fase contemporanea. Una classificazione di tutte le lingue in alberi genealogici è al tempo stesso un risultato importante e uno strumento fondamentale per questo sforzo.

## Storia
Fu la necessità di conservare nelle sue forme originarie il testo sacro o il testo depositario dei miti a motivare i primi studi linguistici. L'opera del grammatico indiano Pāṇini, probabilmente vissuto nel IV secolo a.C., è complessa e articolata, finalizzata a sistematizzare in un compendio grammaticale organico, intitolato Aṣṭādhyāyī, tutto il sistema del sanscrito classico. Furono i Greci tra i primi ad occuparsi, oltre che di problemi stilistici e retorici, dei rapporti tra lingua e logica.
Aristotele fondò la logica sulle forme linguistiche poiché era convinto che la lingua fosse nata da una convenzione che era stata stabilita tra gli uomini di comune accordo. Egli partiva dal principio che le categorie si basano non tanto sulle operazioni mentali, quanto su osservazioni riguardanti la lingua. Secondo il filosofo, il nome sta ad indicare sia la sostanza che la qualità, pertanto un nome, ad esempio "uomo", indica in un particolare individuo sia la sostanza che la qualità, ovvero la specie e il genere, mentre "bianco" denota solamente la qualità.
Si deve pertanto ad Aristotele la nascita di una tradizione che si è mantenuta negli studi linguistici e nell'insegnamento della lingua fino ad oggi, quella cioè di avvicinare la logica alla grammatica; gli si deve anche il merito di aver concepito il nome (ὄνομα ònoma) come soggetto e il verbo (ῥῆμα rèma) come predicato, e di aver elaborato il concetto di caso (πτῶσις ptōsis) da applicare alle declinazioni dei nomi, ai tempi e ai modi del verbo.
Lo studio della morfologia fu fondato nella seconda metà del II sec. a.C. dal greco Dionisio Trace, che formulò una grammatica che distingueva il discorso in otto parti. La linguistica storica moderna si sviluppò in buona parte dalla filologia, cioè dallo studio di testi e documenti antichi. Nei suoi primi tempi, questa si concentrò sulle note lingue indoeuropee, ma da allora sono state scritte opere importanti di linguistica storica sulle lingue uraliche, sulle lingue austronesiane, su varie famiglie di lingue native americane, e molte altre.
La prima cattedra di Glottologia in Italia si ebbe nel 1936 a La Sapienza di Roma, quando il professor Antonino Pagliaro trasformò il precedente insegnamento di "Storia comparata delle lingue classiche e neolatine".

## L'evoluzione linguistica e la linguistica comparativa
Un assunto basilare è che le lingue non sono entità monolitiche, immutabili e perfette, e che quindi sono soggette al cambiamento. Quelli che una volta erano dialetti o semplici varietà sociolinguisticamente marcate di una lingua possono eventualmente divergere abbastanza da non essere più intercomprensibili, e da essere quindi considerabili lingue separate e autonome.
Un metodo per illustrare la relazione tra lingue così divergenti eppure imparentate è di costruire alberi genealogici, un'idea introdotta e fortemente promossa dal glottologo ottocentesco August Schleicher. La base è il metodo comparativo: le lingue che si presumono imparentate vengono confrontate, e i glottologi cercano corrispondenze fonetiche regolari basate su ciò che si sa del cambiamento linguistico, usandole per ricostruire l'ipotesi migliore sulla natura dell'antenato comune da cui discendono le lingue attestate.
L'uso del metodo comparativo è validato dalla sua applicazione a lingue il cui antenato comune è noto. Così, quando il metodo viene applicato alle lingue romanze, ne viene fuori una lingua comune abbastanza simile al latino - non il latino classico di Orazio e Cicerone, ma il latino volgare, colloquiale, parlato nelle varie parti dell'Impero Romano.
Il metodo comparativo può essere usato per ricostruire lingue di cui non esistono testimonianze scritte, o perché non sono state preservate o perché i locutori erano analfabeti. Così, le lingue germaniche possono essere paragonate per ricostruire il protogermanico, una lingua probabilmente contemporanea al latino, e di cui non è preservata alcuna testimonianza.
Il protogermanico e il latino (più precisamente, il protoitalico, l'antenato del latino e di alcune lingue vicine) sono a loro volta imparentati, essendo discesi entrambi dal protoindoeuropeo, parlato forse 5 000 anni fa. Gli studiosi hanno ricostruito il protoindoeuropeo sulla base di dati provenienti dai nove rami sopravvissuti: il germanico, l'italico, il celtico, il greco, il baltico, lo slavo, l'albanese, l'armeno, l'indo-iranico, e da due rami estinti, il tocarico e l'anatolico.
È importante notare che il metodo comparativo si propone di distinguere la derivazione cosiddetta genetica - cioè il passaggio di una lingua di padre in figlio attraverso le generazioni - da somiglianze dovute a contatti culturali tra lingue contemporanee.
Ad esempio, circa il 30% del vocabolario persiano viene dall'arabo, come risultato della conquista araba della Persia nell'VIII secolo e di importanti contatti culturali successivi. Eppure il persiano è considerato una lingua indoeuropea — per via del vocabolario fondamentale, che generalmente ha corrispondenze indoeuropee (mâdar = "madre"), e per molte caratteristiche grammaticali tipicamente indoeuropee.
Una volta che sono stati stabiliti i vari cambiamenti nei rami discendenti, e si è compresa una buona parte del vocabolario fondamentale e della grammatica della protolingua, allora gli studiosi generalmente concorderanno che una relazione di parentela genetica è stata dimostrata.

## Teorie non comparative
Molto più controverse sono attualmente le ipotesi di parentela non supportate dall'applicazione della linguistica comparativa. Gli studiosi che tentano di scavare più in profondità di quanto non permetta il metodo comparativo (ad esempio, tabulando le similitudini trovate mediante un confronto lessicale di massa senza stabilire corrispondenze fonetiche) sono spesso accusati di illusione accademica. Il problema è che due lingue qualsiasi hanno una possibilità enorme di somiglianze completamente accidentali (si confronti il falso amico), quindi indicare soltanto somiglianze isolate ha scarso valore probatorio. Un esempio è la parola persiana بَد (bæd) che significa "cattivo", e si pronuncia più o meno come la sua traduzione inglese bad. Si può far vedere che la somiglianza tra le due parole è completamente accidentale e non ha niente a che fare con la remota parentela genetica tra inglese e persiano. L'idea è che questo "rumore" linguistico possa essere ridotto aumentando il numero delle parole confrontate. Tuttavia, ignorando i cambiamenti storici noti, il confronto lessicale di massa incorpora tanto rumore da rendere le sue conclusioni intrinsecamente inaccurate e difficilmente valutabili.
Poiché è così difficile supportare relazioni genetiche distanti e raggruppanti territori tanto vasti e il metodo per trovarle e dimostrarle non è ben stabilito e codificato come quello comparativo, il campo delle parentele più remote abbonda di controversie accademiche e ipotesi non pienamente scientifiche. Nondimeno, la tentazione di inseguire parentele remote resta un'attrazione potente per molti studiosi: dopo tutto, il protoindoeuropeo doveva sembrare a molti un'ipotesi piuttosto azzardata, quando fu proposto inizialmente.